# Hirrlingen
Hirrlingen ist eine Gemeinde im Landkreis Tübingen in Baden-Württemberg (Deutschland). Gemessen an der Einwohnerzahl ist Hirrlingen die kleinste selbständige Gemeinde des Landkreises.

## Geographie

### Geographische Lage
Hirrlingen liegt rund neun Kilometer südwestlich von Rottenburg am Neckar und rund neun Kilometer nordwestlich von Hechingen am Rand des Landschaftsschutzgebiets Rammert oberhalb des Starzeltals. Anteile der Naturschutzgebiete Espenloch-Hintere Halde und Kapfhalde liegen auf der Gemarkung Hirrlingen.

### Ausdehnung des Gemeindegebiets
Die Gemarkungsfläche der Gemeinde Hirrlingen beträgt 1281 Hektar.

### Nachbargemeinden
Folgende Städte und Gemeinden grenzen an die Gemeinde Hirrlingen, sie werden im Uhrzeigersinn beginnend im Norden genannt und gehören zum Landkreis Tübingen beziehungsweise zum Zollernalbkreis¹.
Rottenburg am Neckar, Bodelshausen, Hechingen¹, Rangendingen¹ und Starzach

### Gemeindegliederung
Zur Gemeinde gehören das Dorf Hirrlingen und die Häuser Obere Mühle und Untere Mühle.
Im Gemeindegebiet liegen mehrere abgegangene, heute nicht mehr bestehende Ortschaften; Bossenhausen im Osten der Gemarkung wurde 1289 als „Bossenhusen“ erstmals genannt und war wohl bereits vor 1332 unbewohnt. In der heutigen Flur Harbach lag die in der ersten Hälfte des 12. Jahrhunderts als „Marpach“ erwähnte Ortschaft Marbach.

### Schutzgebiete
Starzach hat Anteile am Naturschutzgebiet Espenloch-Hintere Halde sowie an den Landschaftsschutzgebieten Rauher Rammert und Katzenbachtal. Teile der Gemeindefläche gehören zu den FFH-Gebieten Rammert und Neckar und Seitentäler bei Rottenburg.

## Geschichte

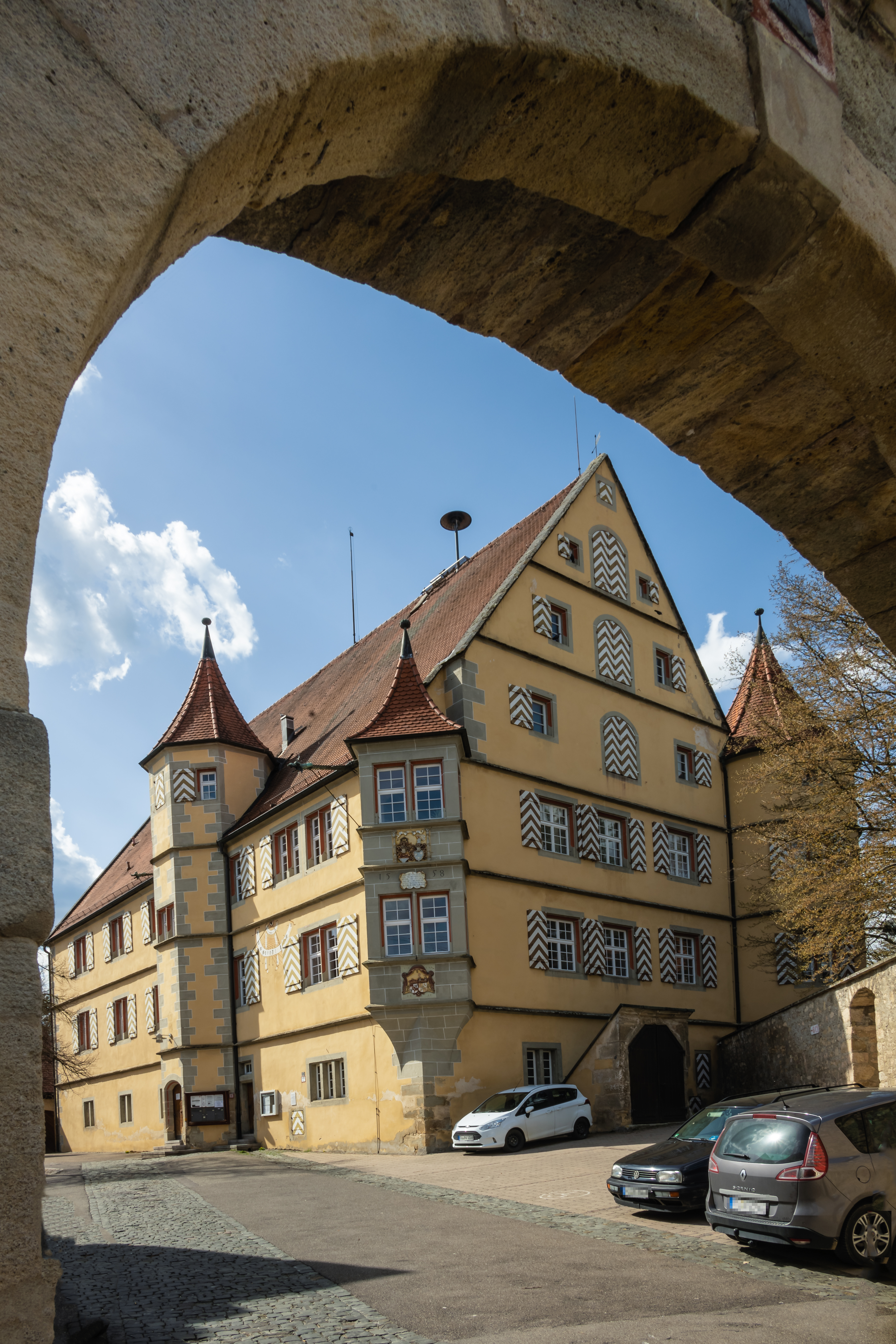
Schloss

Die erste urkundliche Erwähnung war auf einer Urkunde des Klosters Allerheiligen in Schaffhausen aus dem Jahre 1091.
Um 1100 traten in historischen Quellen die Herren von Hirrlingen in Erscheinung, die in und um Hirrlingen, im Herzogtum Schwaben beheimatet waren oder dort Besitz und Rechte hatten. Nach dem Aussterben der Hirrlinger gelangten deren Güter in Hirrlingen im 13. Jahrhundert an die Grafen von Hohenberg, die damit die Herren von Ow (Obernau) belehnten. Durch Zukäufe im 15. und 16. Jahrhundert bildete sich die Ower Ortsherrschaft über Hirrlingen heraus, die als Rittergut Teil der vorderösterreichischen Landesherrschaft war. Die Herren von Ow erbauten 1557/1558 das Hirrlinger Schloss, eine Pfarrkirche St. Martin ist 1606 bezeugt, eine St.-Sebastianus-Bruderschaft im 18. Jahrhundert. Aus einer Gemeinschaft von religiösen Frauen im 14. Jahrhundert entwickelte sich ein Dominikanerinnenkloster. Auch das Kloster Bebenhausen hatte zeitweise Besitz in Hirrlingen.
Die Hirrlinger Linie der Herren von Ow starb 1709 aus, in ihrer Nachfolge herrschten u. a. die Grafen von Attems zwischen 1749 und 1790 über Hirrlingen. Das Dominikanerinnenkloster wurde 1789 säkularisiert.
Der Ort fiel 1805 an das Kurfürstentum Württemberg, aus dem 1806 das Königreich Württemberg hervorging. Bei der Umsetzung der neuen Verwaltungsgliederung wurde Hirrlingen 1810 dem Oberamt Rottenburg zugeordnet.
Das Schloss wurde 1821 an die Gemeinde Hirrlingen verkauft, die es als Rathaus nutzt.
Bei der Kreisreform während der NS-Zeit in Württemberg gelangte die Gemeinde 1938 zum Landkreis Tübingen. 1945 wurde das Dorf Teil der Französischen Besatzungszone und kam somit zum neu gegründeten Land Württemberg-Hohenzollern, welches 1952 im Land Baden-Württemberg aufging.

## Politik

### Gemeinderat
Der Gemeinderat in Hirrlingen besteht aus den 14 ehrenamtlichen Gemeinderäten und dem Bürgermeister als Vorsitzendem. Der Bürgermeister ist im Gemeinderat stimmberechtigt. Bei der Kommunalwahl am 9. Juni 2024 wurde der Gemeinderat durch Mehrheitswahl gewählt. Mehrheitswahl findet statt, wenn kein oder nur ein Wahlvorschlag (Freie Liste Hirrlingen) eingereicht wurde. Die Bewerber mit den höchsten Stimmenzahlen sind dann gewählt.

### Bürgermeister
Bürgermeister ist seit dem 1. Dezember 2022 Simon König. Er wurde am 9. Oktober 2022 mit 98 Prozent der Stimmen gewählt. König folgte Christoph Wild (CDU) nach, der im Februar 2016 zum Bürgermeister gewählt wurde und sein Amt Ende September 2022 vorzeitig niederlegte.

### Wappen und Flagge

Hissflagge der Gemeinde Hirrlingen

| Wappen von Hirrlingen | Blasonierung: „In Rot eine gestürzte silberne Pflugschar.“ |
| Wappen von Hirrlingen | Wappenbegründung: Das Wappen von Hirrlingen basiert auf lokalen Siegeln aus dem 19. Jahrhundert, die einen Schrägbalken zeigten, überlagert von einer Pflugschar. Spätestens seit 1920 wurde die Pflugschar als Pfeilspitze dargestellt und bezeichnet. In Hirrlingen wird ein Pfeil aufbewahrt, der einer Sage nach etwas mit dem Heiligen Sebastian zu tun haben soll. 1962 wurde der Schrägbalken entfernt und die Pflugschar wieder eingesetzt – obwohl sie immer noch wie eine Pfeilspitze oder eine Tanne aussieht. Hirrlingen war ein Lehen der Grafen von Hohenberg. Rot und Silber waren ihre Farben. Gemeindewappen und -flagge wurden am 19. Februar 1963 vom Innenminister Baden-Württembergs genehmigt. |

### Gemeindepartnerschaften
- Hajós in Ungarn, seit 1982
- Minerbio bei Bologna (Italien), seit 1988

## Kultur und Sehenswürdigkeiten

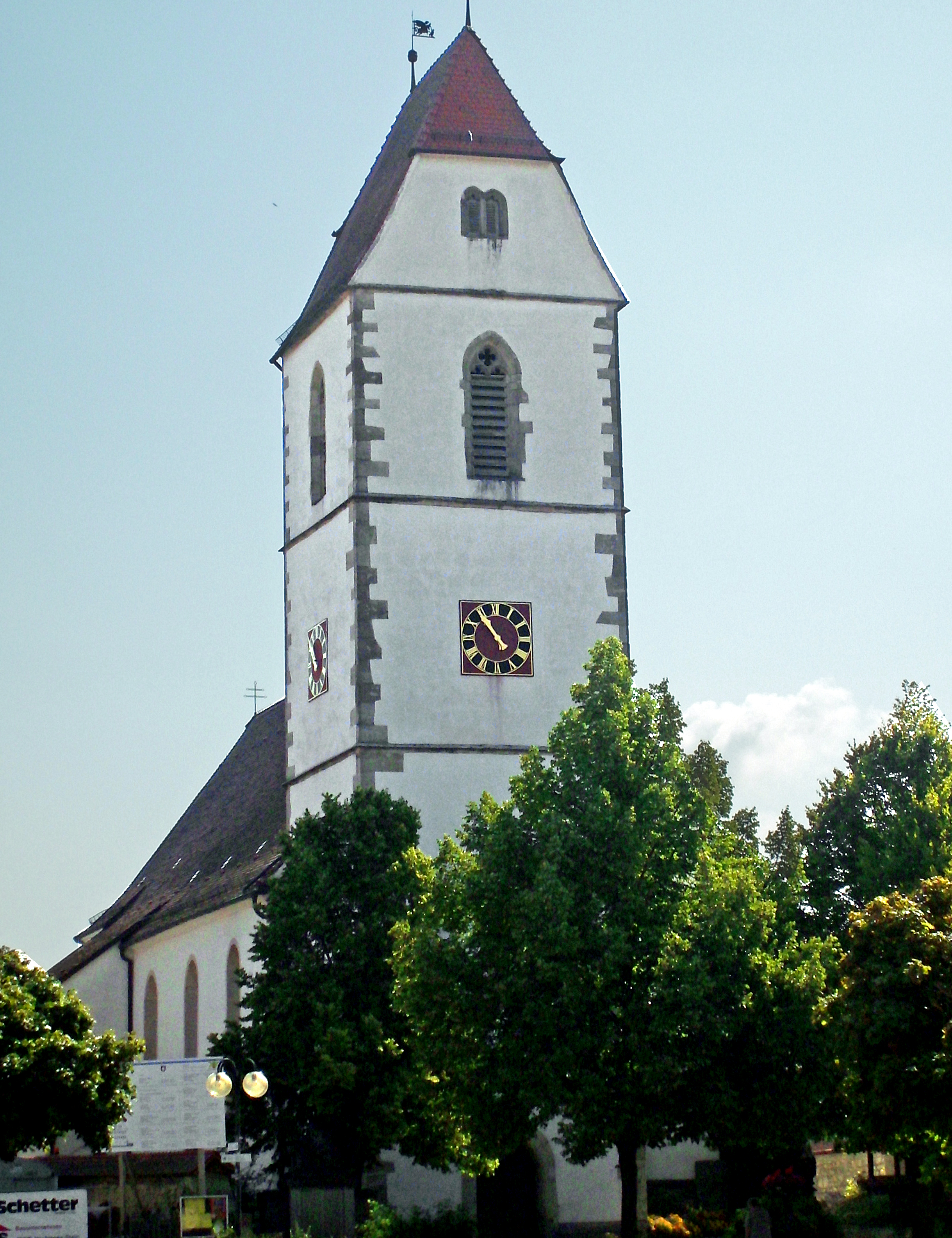
Kirche St. Martin

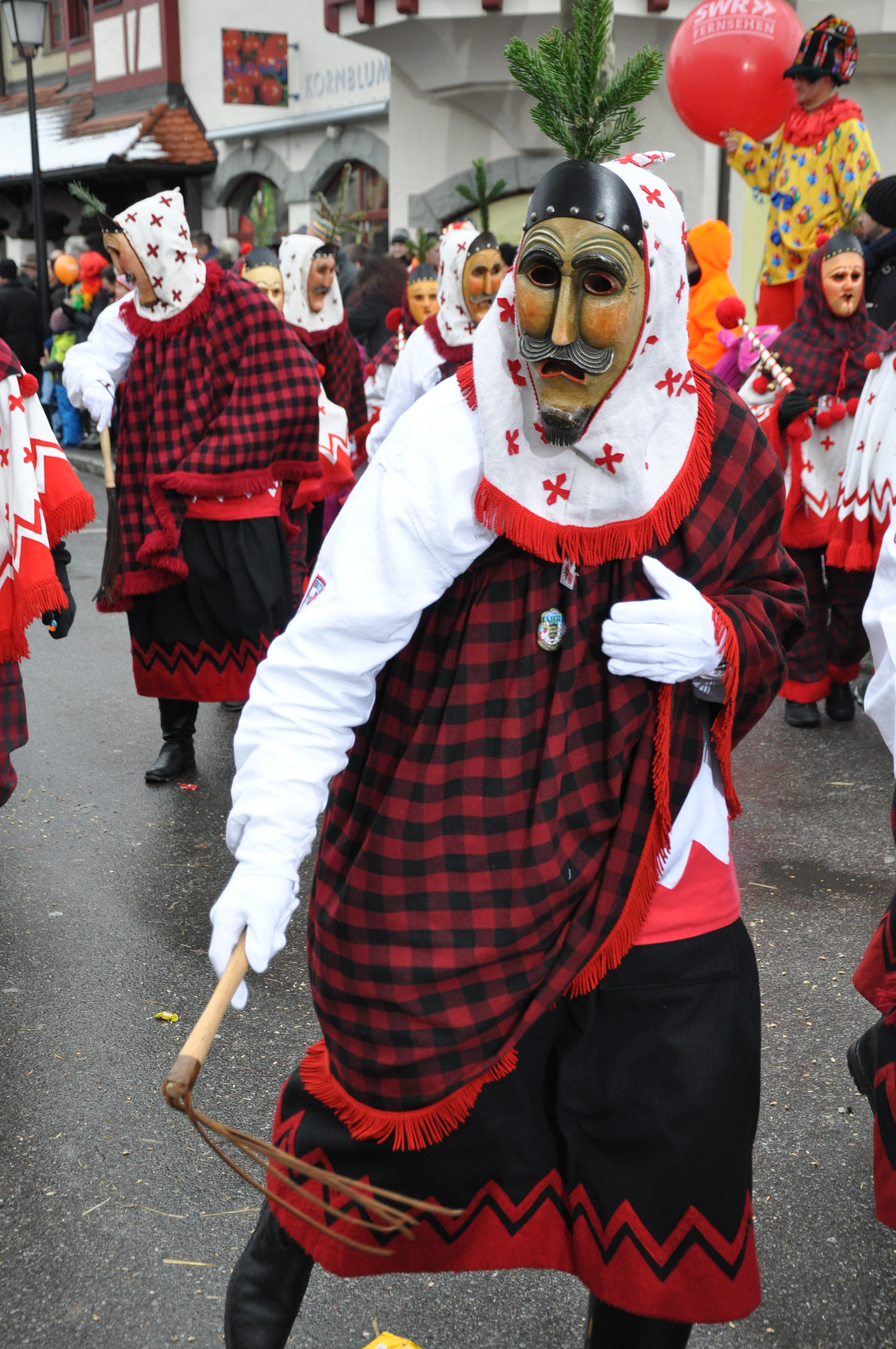
Narrenfigur „Butz“ aus Hirrlingen

### Bauwerke
- Pfarrkirche St. Martin, erbaut im 18. Jahrhundert
- Schloss Hirrlingen, erbaut im 16. Jahrhundert

### Regelmäßige Veranstaltungen
- Hammeltanz, Tradition seit 1578[9]
- In Hirrlingen wird die schwäbisch-alemannische Fasnet gefeiert. Die maskierte Narrenfigur „Butz“ ist seit dem 18. Jahrhundert nachweisbar. Treibende Kraft der heutigen Fasnet ist die 1962 gegründete Butzenzunft Hirrlingen, die die Tradition der „Butzen“ weiterführt. Sie ist Mitglied der Vereinigung Schwäbisch-Alemannischer Narrenzünfte. Ebenso bereits seit über 40 Jahren aktiv sind die Original Hirrlinger Schloßhexen mit ihren unterschiedlichen Gruppen.

## Wirtschaft und Infrastruktur

### Wirtschaft
Im Jahr 2022 erzielte Hirrlingen Einnahmen aus der Gewerbesteuer in Höhe von 1,52 Millionen Euro. Mit einem Gewerbesteuerhebesatz von 340 % liegt die Gemeinde unter dem durchschnittlichen Gewerbesteuerhebesatz Deutschlands. Dieser beträgt 407 % (Stand: 2023).

### Verkehr
Der Öffentliche Nahverkehr wird durch den Verkehrsverbund Neckar-Alb-Donau (NALDO) gewährleistet. Die Gemeinde befindet sich auf der Wabengrenze 112/329.

## In Hirrlingen geboren
- Josef Zimmermann (1871–1929), Politiker (SPD), Landrat und Polizeipräsident
- Vinzenz Stehle (1901–1967), Politiker (NSDAP), Reichstagsabgeordneter